# Championnat de France masculin de handball 1970-1971
Navigation
Nationale 1 1969-1970 Nationale 1 1971-1972
Le championnat de France de Nationale 1 masculin 1970-1971 est le plus haut niveau des clubs masculins de handball en France. 
Le titre de champion de France est remporté par l'US Ivry,. C'est leur cinquième titre de champion de France.

## Présentation
Les seize clubs du championnat sont :
US Ivry
- Président : M. Riche - Entraîneur : René Richard
- Couleurs : maillot rouge, col noir - Licenciés : 250.
- Palmarès : 4 fois champion de France en Nationale 1 (1963, 64, 66, 70).
- Gardiens de but : Scillieri (International), Vaidie, Guillot
- Joueurs de champs : René Richard (Int.) ; Brunet (int); Michel Richard (Int.); Avenet ; Christian Richard; Pierre Delbo; Aggoune (Int.); Rignac; Floirat; Leplatre; Clément; Claude Noël; Guy Bellanger; Bernard Noël; Marc Delbo; Mazard; Melka; Bodivit

ASP Police Paris
- Président : M. Chaix - Entraîneur : Pichot
- Couleurs : maillot rouge - Licenciés : 84.
- Palmarès : champion de France en Nationale 1954 et 1955
- Gardiens de but : Laterrot (int), Glavieux, Humann.
- Joueurs de champs : Bayer, Dudot (int), Quintin (int. espoirs), Chabaud, Lacroix, Faye (int.) , Tancrez (int.), Bosc-Ducros, Couillaud, Martin, Pomarès, Delage, Bourgeoisat

Stella Sport Saint-Maur
- Président : M. Quarez - Entraîneur : Fernand Zaegel
- Couleurs : maillot à damiers, bleu roi et blanc - Licenciés : 782.
- Palmarès : Champion de France en Nationale 1 (1968) et en Excellence (1961).
- Gardiens de but : Perrin (Int. espoirs), Thiébaut, Vindingni.
- Joueurs de champs : Hector (int), Berger (int), Chaplais, Christian Lelarge (int), Chapuis, Contino, Chrétien, Petit (int), Perraud, Delorme, Berlin, Fusey, Lambolez (int espoirs ).

CO Billancourt
- Président : Mme Barbé-Delmas - Entraîneur : Ladrière.
- Couleurs : maillot bleu - Licenciés : 151.
- Palmarès : Champion de France Honneur (1960) et Nationale II (1969).
- Gardiens de but : Lux, Mathon, Reclus.
- Joueurs de champs : Bernoville (int), Odasso, Martinerie, Ladrière , Guesde, Barbé-Delmas, Didelet, Parmentier, Belhacene, Bouvier, Bescon, Tricoche, Goulard.

ÉS Colombes
- Président : M. Fondère - Entraîneur : Beaucourt.
- Couleurs : maillot bleu, col et parement blancs - Licenciés : 166.
- Palmarès : Finaliste Nationale II (1970).
- Gardiens de but : Deron, Bonnemain, Mounier.
- Joueurs de champs : Claude Gallant (int) , Lecomte, Glatt, Magne, Delautre, Pestourie, Dandoy, Ragueneau, Basque, Julien, Dubard, Bonneau, Bouroukhoff, Rassinier.

Girondins de Bordeaux HBC
- Président : M. Sicard - Entraîneur : Vincent
- Couleurs : maillot blanc, scapulaire bleu - Licenciés : 98.
- Palmarès : Finaliste Nationale 1 (1959), champion d'Excellence (1965).
- Gardiens de but : Laplagne (int), Alric, Pélissier.
- Joueurs de champs : Poujol, Babin (int), Roux, Dezanet, Étourneau , Haas, Ducluzeau, Queille, De Nardi, Lemerdy, Aubert, Bertini, Neuville.

Carabiniers de Billy-Montigny
- Président : M. Darmaillac - Entraîneur : Sevin.
- Couleurs : maillot blanc cerclé rouge - Licenciés : 145.
- Palmarès : Finaliste en Honneur (1956), Champion de France Excellence (1967).
- Gardiens de but ; Deram, Mahieux, Majchrzyk
- Joueurs de champs : Sevin , André Nita (int), Joseph Rada, Cailleret (int), Jean Nita (int), Michel Grain, Louis, Ferrand, Reveland, Delahalle, Klima, Hublou.

Bordeaux EC
- Président : Dr Dubesset - Entraîneur : Demias.
- Couleurs : maillot rouge - Licenciés : 208.
- Palmarès : Champion de France Honneur (1956), Excellence (1957).
- Gardiens de but : Lucu, Etchevery, Touraton, Baudelin.
- Joueurs de champs : Vedel (int), Mayer , Fauré, Duclos, Bigrel, Ripault, Bâché, Héraud, Ollivier, Sandré, Laurain, Deuil (int), Poitreau, Cousset, Aimée, Martinez, Pavis.

Paris UC
- Président : M. René Ricard - Entraîneur : Jean-Pierre Lacoux.
- Couleurs : maillot blanc liseré violet - Licenciés : 133.
- Palmarès : 3 titres en Nationale 1 (1956, 1959, 1962).
- Gardiens de but : Bonfils, Ortiz.
- Joueurs de champs : Alain Mouchel (int) , Taillefer (int), Orsini (int), Francis Grain, Ferraud, Gottin (int), Madelaine, Tetard, Parisé, Pierre Alba, Jean-Luc Druais (int), Marc Lambert (int), Terrier (int).

Stade Marseillais UC
- Président : M. Talercio - Entraîneur : Mariné.
- ouleurs : maillot gris, parement noir - Licenciés : 202.
- Palmarès : 3 titres en Nationale 1 (1965, 1967, 1969).
- Gardiens de but : Haupt, Reydellet, Guy Perrier, Alain Perrier (int), Griffon.
- Joueurs de champs : Jean-Louis Rouit , Gérard Grave, Claude Rouit, Georges Grave, Sarlon, Paillas, Mattéoni (int), Daniel Costantini, Cambriels, Doutre, Abrahamian (int), Fouilhe, Touchais, Keller, Servelle.

CSL Dijon
- Président : M. Nubourg - Entraîneur : Dutin.
- Couleurs : maillot bleu liseret blanc - Licenciés : 128.
- Palmarès : finaliste Nationale 1 (1970) et demi-finaliste (1961 et 1967).
- Gardiens de but : Bernard Sellenet (int), Lacroute.
- Joueurs de champs : Bourgeois (int) , Dutin, Thionnet, Bornot, Staeger (int), Noize, Grizot, André Sellenet (int), Fournier, Ponnavoy, Dutemps, Perney, Jean-François Nubourg, Curtil, Ricard.

FC Sochaux
- Président : M. Rambert - Entraîneur : Roger Lambert.
- Couleurs : maillot jaune parement bleu - Licenciés : 156.
- Palmarès : champion Excellence (1963); demi-finaliste Nationale 1 (1953, 1956, 1957, 1964, 1966).
- Gardiens de but : Prudhon, Gougeard, Raffenne, Silvant, Bangel.
- Joueurs de champs : Wagram, Gastaldon, Jean-Louis Silvestro (int) , Simon, Laurent, Mazzilis, Sanchez, Vernier, Rébert, Balizet, Parizot, Courget, Metillard.

FC Mulhouse
- Président : Dr Schlier - Entraîneur : Majerlé.
- Couleurs : maillot blanc - Licenciés : 160.
- Palmarès : vice-champion Excellence (1965); demi-finaliste Nationale 1 (1966).
- Gardiens de but : Biehler, Stoltz, Schuppiser.
- Joueurs de champs : Pierre Mack (int), Majerlé , Rodriguez, Yves Mack, Schweblin, Klinger, Wolff, Schneider, Keller, Waller, Baumann, Heras (int).

US Altkirch
- Président : M. Capdet - Entraîneur : Riegel.
- Couleurs : maillot blanc - Licenciés : 81.
- Palmarès : demi-finaliste Excellence (1969).
- Gardiens de but : Clad, Lasseaux, Rey, Merglen.
- Joueurs de champs : Riegel , Dino Chiavus (int), Martinis, Muller, Roechi, Matteo, André Deichelbohrer, Randé, Risterucci, Michel Deichelbohrer, Laurent Chiavus, Studer, Baczinski.

RP Strasbourg-Meinau
- Président : M. Vuillaume - Entraîneur : De Bulach.
- Couleurs : maillot bleu bande blanche - Licenciés : 142.
- Palmarès : champion Nationale II (1970).
- Gardiens de but : Schibler, Dot, Gentner.
- Joueurs de champs : Bernhardt , Hubitschka (int Espoirs), Beuriot, Blaise, Blin, Flippes, Lauth, Rabouil, Vogel, Wetterwald, Wolff, Engel, Lutzing, Grégoire Etcheverry.

ASU Lyon
- Président : M. Ganne - Entraîneur : Blondeau.
- Couleurs : maillot bandes horizontales rouges et bleues - Licenciés : 152.
- Palmarès : demi-finaliste Honneur (1960) et Nationale II (1970).
- Gardiens de but : Liebgott, Hillenweck, Depret.
- Joueurs de champs : Oncina, François, Monin , Dumonteil, Vanel, Clavel, Vannes, Exposito, Gally, Fraisse, Detolle, Héritier.

## Première phase
- Qualifié pour les Demi-finales
- Relégation en Nationale II
- P : Promu de Nationale II en début de saison

Remarque : du fait du passage la saison suivante à 20 clubs, seul un club par poule est relégué.

### Poule A
Le classement final de la Poule A est, :
|   | Équipe                        | Pts | J  | G  | N | P | Bp  | Bc  | Diff |
| - | ----------------------------- | --- | -- | -- | - | - | --- | --- | ---- |
| 1 | US Ivry                       | 37  | 14 | 11 | 1 | 2 | 317 | 244 | 73   |
| 2 | Stella Saint-Maur             | 33  | 14 | 9  | 1 | 4 | 238 | 200 | 38   |
| 3 | ASP Police Paris              | 28  | 14 | 7  | 0 | 7 | 271 | 266 | 5    |
| 4 | ES Colombes (P)               | 26  | 14 | 5  | 2 | 7 | 212 | 242 | -30  |
| 5 | Girondins de Bordeaux HBC     | 25  | 14 | 5  | 1 | 8 | 227 | 238 | -11  |
| 6 | Carabiniers de Billy-Montigny | 25  | 14 | 5  | 1 | 8 | 223 | 251 | -28  |
| 7 | CO Billancourt                | 25* | 14 | 6  | 0 | 7 | 206 | 240 | -34  |
| 8 | Bordeaux EC (P)               | 24  | 14 | 5  | 0 | 9 | 206 | 219 | -13  |

* Un forfait pour le CO Billancourt.

### Poule B
Le classement final de la Poule B est, :
|   | Équipe                   | Pts | J  | G  | N | P | Bp  | Bc  | Diff |
| - | ------------------------ | --- | -- | -- | - | - | --- | --- | ---- |
| 1 | CSL Dijon                | 36  | 14 | 11 | 0 | 3 | 241 | 213 | 28   |
| 2 | Paris UC                 | 34  | 14 | 10 | 0 | 4 | 274 | 223 | 51   |
| 3 | RP Strasbourg-Meinau (P) | 32  | 14 | 8  | 2 | 4 | 247 | 220 | 27   |
| 4 | Stade Marseillais UC     | 27  | 14 | 6  | 1 | 7 | 244 | 267 | -23  |
| 5 | FC Mulhouse              | 26  | 14 | 5  | 2 | 7 | 244 | 253 | -9   |
| 6 | ASU Lyon (P)             | 24  | 14 | 5  | 0 | 9 | 224 | 244 | -20  |
| 7 | FC Sochaux               | 23  | 14 | 4  | 1 | 9 | 258 | 283 | -25  |
| 8 | US Altkirch              | 22  | 14 | 3  | 2 | 9 | 234 | 263 | -29  |

## Phase finale
|  | Demi-finales      | Demi-finales      | Demi-finales      | Demi-finales      |         |         | Finale | Finale | Finale | Finale |
|  |                   |                   |                   |                   |         |         |        |        |        |        |
|  |                   |                   |                   |                   |         |         |        |        |        |        |
|  | US Ivry           | US Ivry           | 29                | 20                |         |         |        |        |        |        |
|  | US Ivry           | US Ivry           | 29                | 20                |         |         |        |        |        |        |
|  | Paris UC          | Paris UC          | 18                | 22                |         |         |        |        |        |        |
|  | Paris UC          | Paris UC          | 18                | 22                | US Ivry | US Ivry | 22     | 22     |        |        |
|  |                   |                   |                   |                   | US Ivry | US Ivry | 22     | 22     |        |        |
|  |                   |                   | Stella Saint-Maur | Stella Saint-Maur | 17      | 17      |        |        |        |        |
|  | Stella Saint-Maur | Stella Saint-Maur | Stella Saint-Maur | Stella Saint-Maur | 17      | 17      | 19     | 16     |        |        |
|  | Stella Saint-Maur | Stella Saint-Maur |                   |                   |         |         |        | 16     |        |        |
|  | CSL Dijon         | CSL Dijon         | 14                | 15                |         |         |        |        |        |        |
|  | CSL Dijon         | CSL Dijon         | 14                | 15                |         |         |        |        |        |        |

### Demi-finales
Les résultats détaillés des demi-finales sont :
Matchs allers
- À Paris, salle Jean Sarrailh, l'US Ivry bat le Paris UC 29-18 (15-5).
  - PUC : Orsini (4 dont un penalty), Druais (4), Alba (3), Taillefer (2), Cottin (2), Mouchel (1), Grain (1), Ferraud (1).
  - Ivry : Rignac (7), Aggoune (5 dont un penalty), Brunet (5), M. Richard (3 dont un penalty), R. Richard (2 dont un penalty), Delbot (2), Avenet (2), Floirat (1), Melka (1), Bodivit (1).
  - Arbitres : MM. Lopez et Bouligaud.
- À Saint-Maur-des-Fossés, la Stella Saint-Maur bat le CSL Dijon 19-14 (8-9).
  - Stella : Christian Lelarge (9 dont 2 penalties), Hector (5 dont 2 penalties), Chaplais (3), Berger (2 dont 1 penalty).
  - Dijon : Bornot (5 dont 1 penalty), A. Sellenet (4), Bourgeois (3), Grizot (1), J.-F. Nubourg (1).
  - Arbitres : MM. Martin et Dembreville.

Matchs retours
- À Ivry-sur-Seine, le Paris UC bat l'US Ivry 22-20 (10-12).
  - Ivry : M. Richard (4 dont 2 p.), Aggoune (3), Avenet (3), R. Richard (3), Rignac (3), Brunet (3), Delbo (1).
  - PUC : Orsini (4 dont 1 p.), Madelaine (4), Grain (4), Mouchel (3), Alba (3), Druais (2), Ferraud (1 ), Taillefer (1).
  - Arbitres : MM. Docwiller et Gregori.
- À Dijon, la Stella Saint-Maur bat le CSL Dijon 16-15 (8-6).
  - Dijon : A. Sellenet (4), Bornot (4 dont 3 p.), Thionnet (2 dont 1 p.), Dutin (2), Grappin (1), Fournier (1), Bourgeois (1).
  - Stella : Berger (6 dont 3 p.), Hector (3 dont 1 p.), Lelarge (3), Petit (1), Chaplais (1), Perraud (1), Fusey (1).
  - Arbitres : MM. Bourgeois et Laurecki.

Bilan
Sur l'ensemble des deux matchs, l'US Ivry bat le Paris UC 49 à 40 et la Stella Saint-Maur bat le CSL Dijon 35 à 29.

### Finale
Les résultats détaillés de la finale sont, :
- À Paris, salle Pierre-de-Coubertin, US Ivry bat Stella Saint-Maur 22-17 (11-7) ;
  - Ivry : R. Richard (7 dont 4 pénalties),  Brunet (5), Avenet (, 3), Rignac (3), M. Richard (2 dont 1 p. ), Floirat (1) , Aggoune (1). Gardien de buts : Scillieri
  - Stella : Berger (6 dont 5 pénalties), Chaplais (3), Petit (3), C. Lelarge (2), Chapuis (1), Perraud (1), Hector (1). Gardiens de buts : Thiébaut[7](1re mi-temps) et Perrin (2e mi-temps)
  - Arbitres : MM. Lopez et Bouligaud.